# Estadi Nuevo Mirador
L'Estadi Nuevo Mirador és l'estadi municipal de la ciutat d'Algesires, a Andalusia.
S'hi juguen els partits l'equip de la ciutat, l'Algesires CF. L'estadi amb capacitat per a 7.000 espectadors és un modern complex esportiu on es troben també les oficines de l'Algesires CF.

## Història
L'estadi es crea en substitució de l'antic estadi, anomenat "El Mirador", situat en la famosa "Cuesta del Rayo" (Costa del Llamp en català) d'Algesires.
El Nuevo Mirador es va inaugurar l'any 1999 en el Polígon Industrial de "La Menacha". Un equip de primera divisió va inaugurar l'estadi enfront de l'Algesires CF: el Reial Betis.